# Естебан Остоїч
Естебан Остоїч (ісп. Esteban Ostojich, нар. 12 квітня 1982, Сан-Хосе-де-Майо) — уругвайський футбольний арбітр, обслуговує матчі уругвайської Прімери з 2013 року. З 2016 року — арбітр ФІФА.

## Біографія
З 2013 року обслуговував матчі уругвайської Прімери, а 2016 року отримав статус арбітра ФІФА, після чого став судити також ігри Південноамериканського кубка та Кубка Лібертадорес.
Влітку 2019 року був призначений одним з арбітрів Кубка Америки 2019 року в Бразилії, де відсудив одну гру групового етапу між збірними Болівії та Венесуели (1:3). А вже у кінці року як відеоасистент у штабі чилійського арбітра Роберто Тобара поїхав на клубний чемпіонат світу 2019 року в Катарі.